# Mark Barberio
Mark Barberio, född 23 mars 1990, är en kanadensisk professionell ishockeyspelare som spelar för Montreal Canadiens i NHL. Han har tidigare spelat för Tampa Bay Lightning.
Barberio draftades i sjätte rundan i 2008 års draft av Tampa Bay Lightning som 152:a spelare totalt.